# 融光大戲院

融光大戲院

融光大戲院（Ritz Theatre），是上海市在中華民國時期的一座電影院。融光大戲院開幕於1932年11月2日，樓高五層。 魯迅曾多次在融光大戲院觀影。 1949年後，融光大戲院更名為國際電影院，後來被星美集團併購，以星美國際影城名稱營業。